# FileHippo
FileHippo – brytyjski serwis internetowy utworzony w 2004 roku, udostępniający oprogramowanie do pobrania. Serwis jest utrzymywany dzięki reklamom oraz dotacjom wpłacanym przez użytkowników. Nowe oprogramowanie jest dodawane na prośbę użytkowników lub w wyniku analiz przeprowadzonych przez FileHippo. W 2016 roku wartość strony została wyceniona przez SixStat na 13 007 520 dolarów. Serwis był notowany w rankingu Alexa na miejscu 1165 (2020).
W 2010 roku została wydana aplikacja FileHippo App Manager.